# 원지시외버스정류소
원지시외버스정류소는 경상남도 산청군 신안면 원지로 16(하정리 614-2)에 위치한 대한민국의 시외버스 터미널이다. 하루 평균 2000여 명이 이용하고 570회에 걸쳐 버스가 운행한다. 진주를 출발한 서울, 인천행 시외버스가 중간 경유하며, 지리산방면 각 지역으로 시외버스가 운행되고 있다. 산청군 군내버스 일부 노선의 기점 역할도 하고 있다.
기존 정류장은 도로변에 컨테이너 박스로 된 매표소를 두고 영업하는 간이 정류장이었으나 산청군 남부지역 6개 면의 교통 요충지 역할을 하기 때문에 이용객 및 버스 운행회사에서 지속적으로 보수를 요청했지만 개인사업자가 운영하기 때문에 잘 이루어지지 않다가 2009년에 산청군에서 직접 나서서 계획을 수립, 7억여 원의 예산을 투입해서 2010년에 착공해 2011년에 완공했다. 총 166m2 규모로 지어진 정류장 건물에는 대기실과 화장실, 매표소 등이 갖춰졌고, 비가림막과 차양이 설치되었다. 또한 매표소에 카드 사용과 현금 영수증 발급도 가능하게 하였다. 이에 편의시설 확충으로 교통요충지 면모를 잘 갖췄다는 주민들 평가가 내려졌다. 본래 시설은 산청군이 소유하고 있지만 대한여객에 임대한 상태다.

## 운행노선

### 시외버스
| 방면        | 행선지 |
| ----------- | --- |
| 수도권 방면 | 서울, 인천, 대전                                                                                           |
| 영남권 방면 | 함양, 산청, 생초, 거창, 대원사, 홍계, 내대, 거림, 중산리, 하금, 대병, 단계, 가회, 서부산, 창원, 마산, 진주 |
| 호남권 방면 | 전주, 인월, 남원, 오수, 임실                                                                               |

### 군내버스
| 출발지 | 경유지    | 종점                | 출발시간            |
| ------ | --------- | ------------------- | ------------------- |
| 원지   | 단계      | 차황/이교/물산/간공 | 시간표 참조         |
| 원지   | 수산/방목 | 원지                | 07:25, 10:50, 16:50 |
| 원지   | 내북      | 갈전                | 11:25, 18:00        |
| 원지   | 생비량    | 송계                | 시간표 참조         |
| 원지   | 청현      | 원지                | 07:50, 17:30        |
| 원지   | 안봉      | 수월                | 13:30, 17:10        |
| 원지   | 외송      | 산청터미널          | 시간표 참조         |
| 원지   | 묵하      | 묵곡                | 08:05, 11:30, 15:00 |

### 승차홈
1. 진주, 부산방면: 터미널 매표소 앞
2. 함양, 서울방면: 터미널 맞은편
3. 군내버스: 하나로마트 맞은편 정류소

## 사진

원지정류소 직행시간표
지리산방면 직행시간표 (진주출발 약 20~25분 후 도착함)
원지출발 산청군내버스 시간표
원지정류소 요금표